# Amber Anning
Amber Anning, född 18 november 2000 i London, är en brittisk friidrottare med specialisering på 400 meter.

## Karriär
Amber Anning ingick i det brittiska stafettlag på 4 x 400 meter som tog brons vid OS 2024 liksom i det mixade stafettlag som tog brons på 4 x 400 meter. Hon har även ett brons på 4x400 meter från VM 2023.